# 코메디 광장

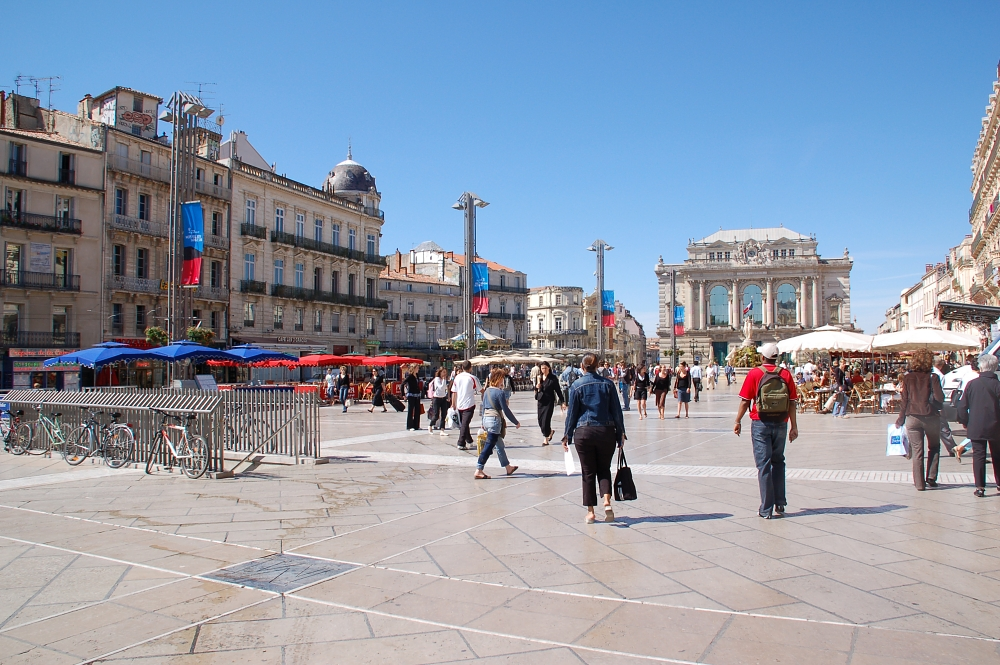
코메디 광장의 전경

코메디 광장(프랑스어: Place de la Comédie)은 프랑스 남부 에로의 몽펠리에에 있는 광장이다. 과거 도시의 요새가 위치해 있었던 도시 중심부의 남동쪽에 위치하고 있다.

## 역사
코메디 광장은 1755년에 만들어졌으며 1785년과 1855년에 화재로 소실된 코메디 오페라 극장의 이름을 따서 명명되었다.
코메디 광장은 19세기 중반 남쪽으로 약 200 미터(660 ft) 떨어진 곳에 가레 드 몽펠리에 생로흐(Gare de Montpelier Saint-Roch) 철도역이 건설되면서 도시의 구심점이 되었다. 당시 팔라바스 레 플롯(Palavas-les-Flots)인근 해변으로 가는 소형 열차도 이 역에서 출발하였다.

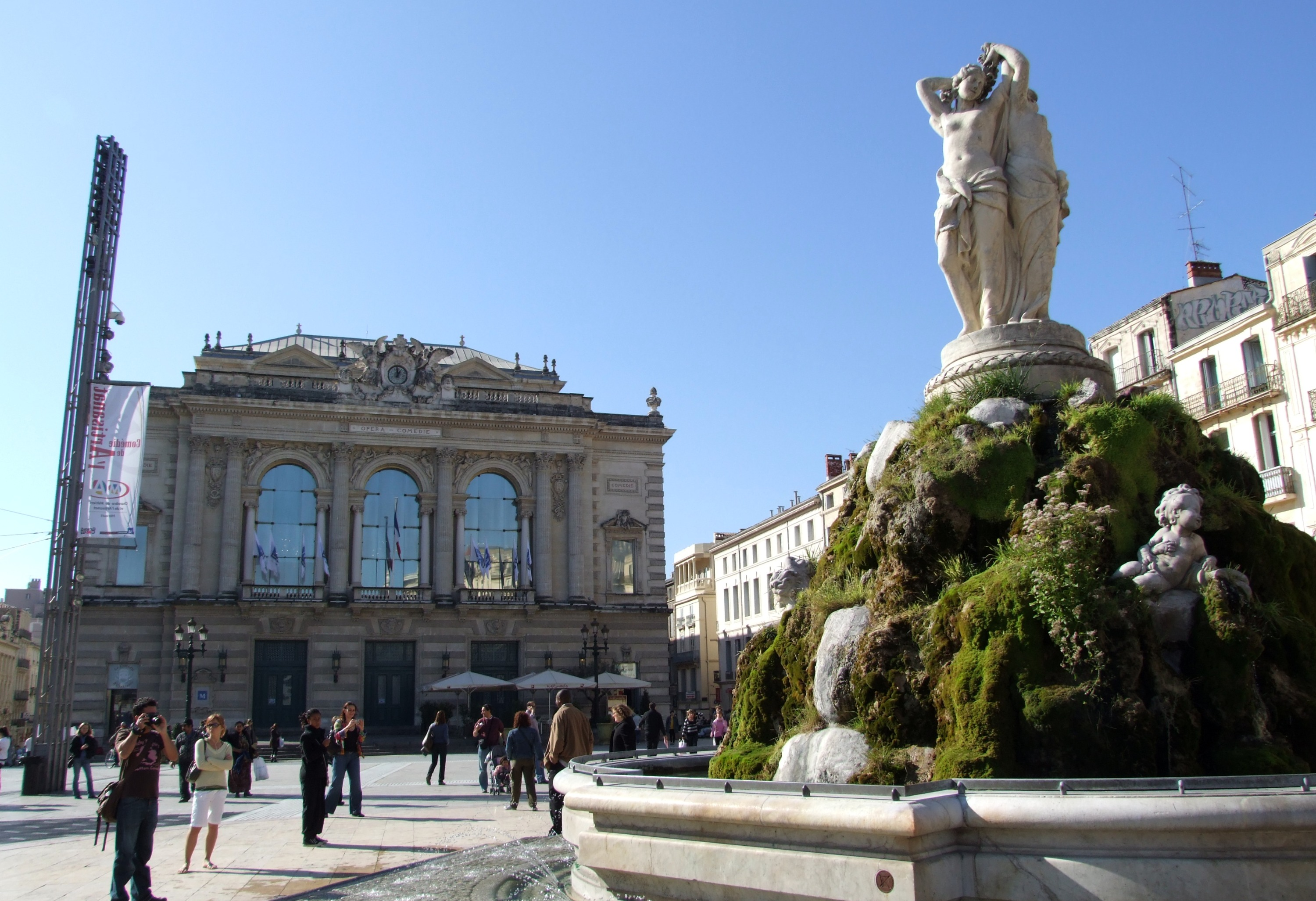
코메디 광장에 위치한 코메디 오페라 극장(Opéra Comédie)과 삼미신 분수(Fontaine des Trois Grâces)

광장의 중앙에는 1790년대 말에 조각가 Étienne d'Antoine이 만든 삼미신 분수가 있다. 이 분수대는 1989년 광장 인근에 있는 파브르 미술관에 소장됐으나 미술관 개보수 과정에서 광장에 있는 코메디 오페라 극장으로 다시 옮겨졌다.